# Заместитель генерал-резидента Кореи
Заместитель генерал-резидента Кореи (кор. 부통감 путхонгам, яп. 副統監, фукуто:кан) — должность, существовавшая в Корее с 1907 по 1910 годы согласно Новому японо-корейскому договору о сотрудничестве, предполагавшему значительное расширение аппарат генерал-резидента. Изначально эту должность занимал Сонэ Арасукэ, а после вынужденной отставки Ито Хиробуми — Ямагата Исабуро. 29 августа 1910 года Корея была аннексирована Японией, после чего пост заместителя генерал-резидента был упразднён и заменён постом генерального инспектора.